# Piotr Vũ Đăng Khoa
Piotr Vũ Đăng Khoa (wiet. Phêrô Vũ Đăng Khoa) (ur. ok. 1790 r. w Thuận Nghĩa, prowincja Nghệ An w Wietnamie – zm. 24 listopada 1838 r. w Đồng Hới w Wietnamie) – ksiądz, męczennik, święty Kościoła katolickiego.
Piotr Vũ Đăng Khoa urodził się około 1790 r. w Thuận Nghĩa, prowincja Nghệ An. Był trzecim dzieckiem Pawła Vũ Đình Tân i Marii Nguyễn Thị Hoan. Uczył się w seminarium w Vĩnh Trị. W 1820 r. przyjął święcenia kapłańskie. Pracował w parafiach Lu Đăng i Vĩnh Phước, a od 1829 r. w Cồn Dừa. 6 stycznia 1833 r. władca Wietnamu Minh Mạng wydał edykt o prześladowaniu chrześcijan. Piotr Vũ Đăng Khoa został aresztowany 2 lipca 1838 r. w Lê Sơn razem z katechistami Đức i Khang. Następnie został zabrany do Đồng Hới. Stracony z Piotrem Borie i Wincentym Nguyễn Thế Điểm 24 listopada 1838 r. w Đồng Hới.
Dzień wspomnienia: 24 listopada w grupie 117 męczenników wietnamskich.
Beatyfikowany 27 maja 1900 r. przez Leona XIII. Kanonizowany przez Jana Pawła II 19 czerwca 1988 r. w grupie 117 męczenników wietnamskich.